# Adoxomyia alaschanica
Adoxomyia alaschanica är en tvåvingeart som beskrevs av Pleske 1925. Adoxomyia alaschanica ingår i släktet Adoxomyia och familjen vapenflugor. Inga underarter finns listade i Catalogue of Life.